# Epipactis turcica
Epipactis turcica is een Europese orchidee uit het geslacht Epipactis (wespenorchissen).
Het is een soort van het oostelijke Middellandse Zeegebied (vooral Anatolië).

## Etymologie en naamgeving
- Synoniem: Epipactis tremolsii subsp. turcica (Kreutz) Kreutz

De botanische naam Epipactis werd reeds door Theophrastos van Eresos, een filosoof en botanicus uit de Griekse oudheid gebruikt, maar waarschijnlijk voor een andere plant. De soortaanduiding turcica verwijst naar de vindplaats, Turkije.

## Kenmerken
Epipactis turcica is een overblijvende, niet-winterharde geofyt. Het is een tot 60 cm hoge, fijngebouwde plant met een stevige, bleekgroene, naar onder toe roodgevlekte, bovenaan dichtbehaarde bloemstengel, gemiddeld 7 spiraalsgewijs ingeplante ongevlekte bladeren en een lange, losbloemige tros met tot 40 olijfgroene hangende bloemen die vooral aan één zijde geplaatst zijn.
De bladeren zijn licht- tot donkergroen, ovaal tot lancetvormig, naar boven toe smaller wordend, de grootste 10 cm lang en 3,5 cm breed, met een gegolfde bladrand. De schutbladen zijn tot 4,5 cm lang.
De bloemen hangen af en gaan zelden ver open. De kelkbladen zijn olijfgroen gekleurd en purper gestreept. De kroonbladen zijn meer roze of purper. De lip bestaat uit twee delen, een hypochiel en een epichiel (typisch voor wespenorchissen). Het hypochiel is een ondiep kommetje, wit tot olijfgroen aan de buitenzijde, glimmend donkerbruin van de nectar langs binnen. Het epichiel is hartvormig, groenachtig wit, geelgroen of purper gekleurd. Het gynostemium heeft geen rostellum of viscidium. De pollinia zijn korrelig. Het vruchtbeginsel is aan de basis violet gekleurd.
De bloeitijd is van midden mei tot midden juli.

## Habitat, verspreiding en voorkomen
E. turcica is een soort van zonnige tot licht beschaduwde plaatsen op droge, basische bodems, zoals graslanden, struikgewas, lichte dennen- of eikenbossen en olijfgaarden, tot 1.500 m hoogte.
Hij komt vooral voor in Anatolië, maar ook waarschijnlijk in Azerbeidzjan en de Griekse eilanden Lesbos en Samos. Hij komt slechts zeer plaatselijk voor.
Sectie Arthrochilium

E. palustris (Moeraswespenorchis)

Sectie Cymbochilium

E. veratrifolia

Sectie Epipactis · Ondersectie Autogamepactis 

E. aspromontana · E. bugacensis · E. campeadori · E. cretica · E. danubialis · E. dunensis · E. flaminia · E. futakii · E. greuteri · E. komoricensis · E. leptochilla (Smallippige wespenorchis) · E. leptochila var. neglecta (Vergeten wespenorchis) · E. muelleri (Geelgroene wespenorchis) · E. nauosaensis · E. nordeniorum · E. olympica · E. peitzii · E. placentina · E. pontica · E. provincialis · E. rhodanensis · E. sancta · E. schubertiorum · E. voethi

Sectie Epipactis · Ondersectie Epipactis 

E. degenii · E. densifolia · E. dunensis · E. guegelii · E. helleborine (Brede wespenorchis) · E. helleborine subsp. neerlandica (Duinwespenorchis) · E. heraclea · E. lapidocampi · E. rhodanensis · E. tremolsii · E. turcica

Sectie Epipactis · Ondersectie Porphyreochromatae

E. bythinica · E. distans · E. lusiticana · E. meridionalis · E. pollinensis · E. pseudopurpurata · E. rechingeri · E. troodi · E. purpurata (Paarse wespenorchis)

Sectie Rhytidochilum

E. atrorubens (Bruinrode wespenorchis) · E. cardina · E. condensata · E. kleinii · E. microphylla (Kleinbladige wespenorchis) · E. spiridonovii · E. subclausa 

Sectie Ripariphilae

E. albensis · E. confusa · E. fageticola · E. fibri · E. gracilis · E. mecsekensis · E. persica · E. phyllanthes (Dichte wespenorchis) · E. tallosii